# Вестник древней истории
«Ве́стник дре́вней исто́рии» (общепринятое сокращение — ВДИ, англ. Journal of Ancient History, фр. Revue d'Histoire Ancienne) — советский и российский научный журнал, посвящённый истории Древнего мира. Как отмечается, первый в СССР специализированный исторический журнал, созданный по образцу западных научных журналов.
В настоящее время издаётся Институтом всеобщей истории Российской академии наук. Номера журнала с 2000 года доступны в электронной форме для подписчиков East View.
Импакт-фактор РИНЦ 2010 — 0,127; РИНЦ 2012 — 0,159.

## История
Журнал выходит с 1937 года (регулярно — с 1946 года, с 1941 (кроме одного выпуска) по 1945 год не издавался); ежегодно выпускаются четыре номера. Каждые пять лет печатается номер с систематическим указателем вышедших за это время публикаций; в 1951 году такой указатель вышел отдельной брошюрой. В 2012 году Институтом всеобщей истории РАН издан исчерпывающий перечень-указатель материалов журнала с 1937 по 2012 годы. Согласно указателю, за 1937—2012 годы в журнале вышло более 7000 публикаций, принадлежащих более чем 1700 авторам.
25 мая 1955 г. была проведена первая «конференция авторов и читателей ВДИ», а 31 марта 1957 г. состоялась вторая авторско-читательская конференция.
В «Вестнике» публикуются не только научные статьи, но и источники, рецензии на выходящие в свет работы российских и зарубежных авторов, биографические материалы, посвящённые видным специалистам по древней истории, некрологи и т. д.
В 1997 году, к шестидесятилетию журнала, в Научно-издательском центре «Ладомир» (Москва) вышел сборник «Древние цивилизации. Избранные статьи из журнала „Вестник древней истории“. 1937—1997», содержащий избранные публикации 1937—1997 годов. Сборник разделён на три тома:
- «Древние цивилизации. Греция. Эллинизм. Причерноморье. Избранные статьи из журнала „Вестник древней истории“»[10]
- «Древние цивилизации. Древний Рим. Избранные статьи из журнала „Вестник древней истории“»[11]
- «Древние цивилизации. От Египта до Китая. Избранные статьи из журнала „Вестник древней истории“»[12].

Главными (ответственными) редакторами журнала на протяжении его истории были известные историки: А. С. Сванидзе (в 1937 году), д.и.н. А. В. Мишулин (с 1938 по 1948 годы), д.и.н. Н. А. Машкин (и. о. с 1949 по 1950 годы), член-корр. АН СССР д.и.н. С. В. Киселёв (с 1950 по 1962 годы), акад. АН СССР д.и.н. В. В. Струве (с 1962 по 1965 годы), д.и.н. С. Л. Утченко (с 1966 по 1976 годы), член-корр. АН СССР д.и.н. З. В. Удальцова (с 1978 по 1987 годы), акад. АН СССР и РАН д.и.н. Г. М. Бонгард-Левин (с 1988 по 2008 годы).
10 марта 2009 года главным редактором журнала был утверждён член-корр. РАН д.и.н. А. И. Иванчик.

## Редакционная коллегия
В состав редакционной коллегии входят: д.и.н. А. Ю. Алексеев, к.и.н. И. С. Архипов (отв. секретарь), д.фил.н. Л. С. Баюн, д.и.н. А. О. Большаков, д.и.н. А. В. Буйских (Украина), д.и.н. А. А. Вигасин, к.и.н. В. А. Головина (зам. главного редактора), член-корр. РАН Н. П. Гринцер, к.и.н. М. М. Дандамаева, А. А. Ильин-Томич, D.Phil. Г. М. Кантор (Великобритания), д.и.н. В. Д. Кузнецов, к.фил.н. П. Б. Лурье, к.и.н. Е. В. Ляпустина, к.и.н. И. А. Макаров, к.и.н. В. И. Мордвинцева, к.и.н. А. В. Муравьёв, к.и.н. А. А. Немировский, д.и.н. А. В. Подосинов, д.и.н. С. Ю. Сапрыкин, д.и.н. А. В. Седов, к.фил.н. И. С. Смирнов, к.и.н. С. В. Смирнов, д.и.н. А. М. Сморчков, к.фил.н. С. А. Степанцов, д.и.н. И. Е. Суриков, член-корр. РАН И. В. Тункина.

## Отзывы
Как отмечает проф. С. Г. Карпюк, ВДИ стал первым в СССР специализированным историческим журналом, созданным по образцу западных научных журналов, и был главным и долгое время единственным периодическим печатным изданием, объединявшим советских историков древности — как антиковедов, так и востоковедов.
В апреле 2017 года директор Наукометрического центра НИУ ВШЭ Иван Стерлигов во время XV Апрельской международной научной конференции «Модернизация науки и общества» сообщил, что в ходе исследования, проведённого учёными из НИУ ВШЭ путём экспертного опроса 56 историков (выбранных 11 историками «высшего уровня») и последующего анализа 887 анкет по 66 историческим журналам было выяснено, что «Вестник древней истории» признан ведущим изданием по истории в России.

## Критика
Лев Ельницкий, сотрудничавший с журналом начиная с первого номера до своей смерти в 1979 году, так оценивал его в конце 1970-х годов:
Разумеется, сколько-нибудь определённого лица у «Вестника» как раньше, так и теперь, не было. Журнал не давал представления о состоянии нашего антиковедения со сколько-нибудь выраженной полнотой. Все его разделы наполнялись более или менее случайным материалом. Строго налаженных связей даже с Ленинградом не существовало, не говоря уж о российской провинции и о союзных республиках. Осуществлявшаяся там научная деятельность систематического отражения на страницах журнала не получала ни в разделе исследовательских публикаций, ни в хронике. Систематическое рецензирование книжной и другой печатной продукции не производилось. Рецензии в большинстве случаев «организовывались» самими авторами или эвентуальными рецензентами, по почину же редакции — лишь в очень редких случаях. Информация о зарубежной литературе, как и раньше, оставалась совершенно случайной, даже в том, что касалось деятельности соответственных научных учреждений и литературной продукции социалистических стран.